# Варвар (фильм, 2022)
«Варвар» (англ. Barbarian) — американский фильм ужасов 2022 года, снятый Заком Креггером по собственному сценарию. Главные роли исполнили Джорджина Кэмпбелл, Билл Скарсгард и Джастин Лонг. Сюжет повествует о женщине и мужчине, которые забронировали один и тот же дом, хранящий зловещую тайну.
Премьера фильма состоялась 22 июля 2022 года на фестивале San Diego Comic-Con, а 9 сентября 2022 года он был выпущен в США. Фильм получил высокие оценки кинопрессы и открыл для широкой публики имя ранее малоизвестного режиссёра.

## Сюжет
Дождливым вечером молодая девушка Тэсс Маршалл приезжает в Детройт на собеседование, где в полузаброшенном районе на улице Барбари она сняла дом через Airbnb. Прибыв в дом, Тесс узнаёт, что место дважды забронировано и уже занято мужчиной Китом Тошко. Первоначально расстроенная ситуацией, Тесс поближе знакомится с Китом и, проникшись к нему симпатией, решает остаться на ночь.
На следующее утро Кит уезжает, а Тэсс отправляется на собеседование. По возвращении в дом Тэсс видит преследующего её бездомного и закрывается изнутри. В доме Тэсс заходит в подвал, и дверь за ней захлопывается. В подвале она находит потайную дверь, скрывающую тёмный коридор, в котором оказалась небольшая комната с видеокамерой, испачканным матрасом и окровавленным отпечатком руки. Тэсс пытается уйти и обнаруживает дверь запертой, но вскоре её освобождает вернувшийся Кит. Испуганная Тэсс рассказывает ему об увиденном и предлагает уехать из дома, однако Кит успокаивает её и отправляется в подвал. Когда он не возвращается, Тэсс идёт туда и замечает в коридоре вход в подземный тоннель. Спустившись туда, она находит раненого Кита, просящего о помощи. Внезапно на пару нападает обнажённая обезображенная женщина, которая жестоко убивает Кита.
Некоторое время спустя в тот же дом приезжает его владелец, актёр Эйджей Гилбрайд, которого недавно уволили из телесериала из-за обвинений в изнасиловании, и теперь ему необходимо продать часть собственности в счёт судебных издержек. Эйджей осматривает дом, а затем впервые замечает в подвале тайную дверь и вход в подземелье. На Эйджея нападает та же обезображенная женщина, и он падает в яму, где уже находится Тэсс.
События переносятся в 1980-е года, которые показывают, что первоначальный владелец дома, Фрэнк, похищал женщин и держал их в тоннеле в качестве пленниц. В потайной комнате он насиловал их, а также родившихся детей, снимая процессы на видеокамеру.
Действие возвращается в настоящее время. Тэсс объясняет Эйджею, что женщина (называемая «Матерью») хочет, чтобы они изображали её детей. Когда Эйджей отказывается пить молоко из бутылочки, предложенной Матерью, она утаскивает его и насильно кормит грудью. Тэсс выбирается из ямы, и Мать преследует её, позволяя Эйджею сбежать. Он обнаруживает другую комнату, где в кровати лежит дряхлый Фрэнк. Эйджей, считая, что Фрэнк является пленником Матери, уверяет его, что скоро прибудет полиция. Пока Эйджей смотрит видеозаписи, Фрэнк достаёт спрятанный револьвер и совершает самоубийство. Эйджей забирает револьвер и убегает из комнаты.
Тем временем Тэсс удаётся сбежать из дома, разбив окно подвала. Она добирается до полиции, но те отказывают ей в помощи, считая рассказ и поведение Тэсс следствием употребления наркотиков. Тэсс собирается уезжать, но замечает выбегающую наружу Мать и сбивает её машиной, врезаясь в дом. Считая Мать мёртвой, Тэсс возвращается в подвал за Эйджеем, однако тот случайно стреляет в неё. Они выходят из дома, и Тэсс обнаруживает исчезнувший труп Матери.
Эйджей и Тэсс находят убежище у бездомного Андре, который ранее преследовал девушку. Андре объясняет, что Мать — результат многочисленных инцестов Фрэнка со своими жертвами. Мать устраивает засаду на группу и убивает Андре, затем гонится за Тэсс и Эйджеем на водонапорной башне. Эйджей сталкивает Тэсс с башни, заставляя Мать, которая считает девушку своим ребёнком, прыгнуть следом. Эйджей спускается и видит живую Тэсс, лежащую на Матери. Когда Эйджей пытается оправдаться перед ней, Мать приходит в себя и убивает его. Мать знаками уговаривает Тэсс вернуться домой, но та берёт револьвер и стреляет в неё. Раненая Тэсс, хромая, уходит прочь.

## В ролях
| Актёр               | Роль                         |
| ------------------- | ---------------------------- |
| Джорджина Кэмпбелл  | Тэсс Маршалл                 |
| Билл Скарсгард      | Кит Тошко                    |
| Джастин Лонг        | Эйджей Гилбрайд              |
| Мэттью Патрик Дэвис | Мать                         |
| Ричард Брейк        | Фрэнк                        |
| Курт Браунолер      | Даг                          |
| Джеймс Батлер       | бомж Андре                   |
| Брук Диллмен        | мать Эйджея                  |
| Сара Пэкстон        | голос на видео / ассистентка |
| Кейт Босуорт        | Мелиса                       |

## Производство

### Разработка

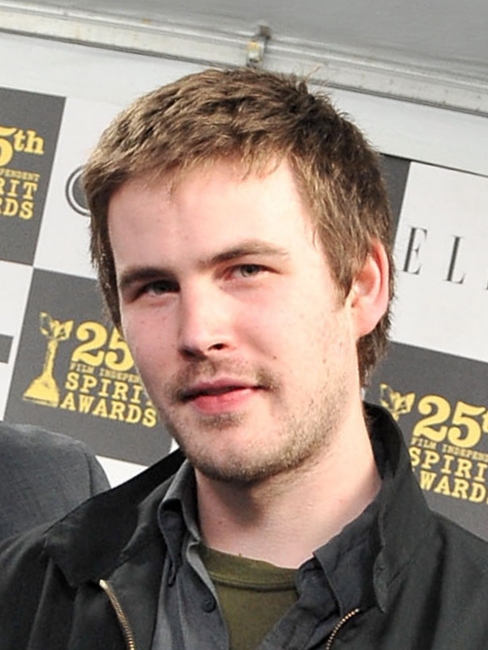
Зак Креггер, режиссёр и сценарист фильма

При разработке проекта Зак Креггер вдохновлялся научно-популярной книгой «Дар страха», в которой содержался фрагмент, призывающий женщин доверять своей интуиции и не игнорировать подсознательные «красные флажки», возникающие в их повседневном общении с мужчинами. Первоначально Креггер начал писать единственную сцену на 30 страниц с включением в неё множественных «флажков». После многочисленных набросков Креггер в итоге остановился на идее о девушке, забронировавшей дом через Airbnb, а затем обнаружившей, что он был дважды зарезервирован. По словам Креггера, он опасался, что направление истории будет слишком предсказуемым, поэтому решил ввести поворот сюжета, который «перевернул бы [сцену] с ног на голову».

«Я просто хотел написать забавную сцену для себя, в итоге меня это зацепило, и я не знал, к чему это приведёт, а потом это превратилось в художественный фильм».
Оригинальный текст (англ.)"I just wanted to write a fun scene for myself and it ended up being something that hooked me, and I didn’t know where it was going, and then it turned into a feature film."
В начале подготовки к производству Креггер обратился к нескольким финансистам и дистрибьюторам, в том числе A24 и Neon, но получил отказ. В итоге фильм согласилась продюсировать BoulderLight Pictures под руководством Джей Ди Лифшица и Рафаэля Маргулеса. Позже к ним присоединилась Vertigo Entertainment после того, как Лифшиц и Маргулес обратились к его основателю Рою Ли, который был одним из первых наставников дуэта. В середине 2020 года Лифшиц и Маргулес предоставили фильму бюджет в размере 3,5 миллиона долларов, в основном за счёт иностранного финансирования, большая часть которого поступила от французской продюсерской компании Logical Pictures.
В апреле 2021 года, в связи со cмертью основателя Logical Pictures Эрика Тавитяна, Рой Ли заручился финансовой поддержкой от компании Regency Enterprises, которая увеличила бюджет проекта до 4,5 миллионов долларов. В результате сделки между Regency и Disney права на распространение фильма приобрела 20th Century Studios.

### Кастинг
Зак Эфрон был первым кандидатом на роль Эйджея, поскольку Креггер изначально представлял себе персонажа как «бифкейк-версию химбо». Однако, когда Эфрон отказался от роли, режиссёр решил изменить образ героя и выбрал Джастина Лонга за его «тёплое, обезоруживающее, очаровательное и милое присутствие на экране»; по мнению Креггера, такое описание сделало бы Эйджея более привлекательным для зрителей. Билл Скарсгард присоединился к проекту по приглашению Роя Ли, с которым актёр ранее сотрудничал в фильмах «Оно» и «Оно 2».

### Съёмки
Съёмочный процесс проходил летом 2021 года в Болгарии. Эпизоды с домом и улицей Барбари были сняты в Софии, а натурные съёмки — в районе Брайтмур города Детройт. Сцены с автомобильной эстакадой снимались в Малибу.

## Темы и название фильма
В «Варваре» рассматриваются темы, связанные с сексуальным насилием, психологическими травмами и женоненавистничеством. Аврора Амидон из Film School Rejects утверждала, что фильм по сути показывает «волновые эффекты абьюза» со стороны персонажей Эй Джея и Фрэнка, которые «слеплены из одного теста, имея привычку причинять вред женщинам ради собственного удовольствия». В статье для Forbes Дани Ди Плачидо провёл параллели между главной антагонисткой Матерью (которая является продуктом жестокого, непрекращающегося сексуального насилия) и Франкенштейном, описав их как «уродливые существа, появившиеся на свет в результате неестественного процесса, нелюбимые, изолированные и, в конечном счёте, вызывающие сочувствие».
Фильм не даёт ответа на вопрос о том, что означает его название: слово «варвар» в ходе повествования не произносится, и сам режиссёр в интервью признавался, что изначально использовал его просто как плейсхолдер для заглавия, однако в итоге решил, что оно вполне подходит. С учётом того, что действие происходит на улице Барбари (Barbary Street), название может относиться к временным постояльцам дома или его жителям, Матери или Фрэнку, тем более что оба они заслуживают именования «варвар». Отмечалось также, что пролог фильма (двойное бронирование одного сдаваемого дома) почти совпадает с началом американской комедийной мелодрамы того же года «Любовь на вилле».

## Релиз

### Маркетинг
Первый трейлер «Варвара» вышел 23 июня 2022 года в кинотеатрах во время предпоказов фильма «Чёрный телефон». По словам Рафаэля Маргулеса, в ходе маркетинга сюжет фильма держался в тайне для сохранения интриги.
23 сентября 2022 года, уже после выхода фильма, был выпущен альтернативный трейлер, который шутливо изображался как «новый проект Джастина Лонга».

### Выпуск
22 июля 2022 года CinemaBlend и AMC Theatres организовали премьеру фильма на San Diego Comic-Con, где он получил положительные отзывы от публики. Фильм также был показан на фестивале FrightFest 29 августа 2022 года.
В США выпуск фильма первоначально планировался на 12 августа 2022 года, однако позже был перенесён на 31 августа, а затем — на 9 сентября этого же года. После высоких оценок на тестовых показах Disney приняла решение выпустить фильм в кинотеатрах.

## Критика
Фильм с успехом прошёл в прокате и получил положительные отзывы, набрав 92 % на Rotten Tomatoes и 78 баллов из 100 на Metacritic. Зрители, опрошенные CinemaScore, поставили фильму среднюю оценку C+ по шкале от A+ до F, в то время как аудитория PostTrak дала ему 70 % положительных отзывов и 54 % «определённой рекомендации».
Катя Карслиди (Film.ru) назвала фильм «без преувеличения лучшим хоррором 2022 года», который «использует страх и подвальную нечисть, чтобы исследовать травмы и потаённые уголки сознания». По мнению критика, «за основу берутся две наболевшие темы: комплекс спасателя и важность активного согласия», при этом в финале главная героиня, «набившая шишки в попытках спасти других, в прямом смысле убивает в себе „мамку“ и наконец спасает себя».